# Trouée d'Arenberg
La trouée d'Arenberg, ou tranchée de Wallers-Arenberg, de son vrai nom la drève des Boules d'Hérin, est un secteur pavé de la course cycliste Paris-Roubaix d'une longueur d'environ 2 300 m avec une difficulté actuellement classée cinq étoiles soit le niveau le plus difficile. Le secteur est composé d'une longue ligne droite à travers la forêt de Raismes-Saint-Amand-Wallers.

## Caractéristiques

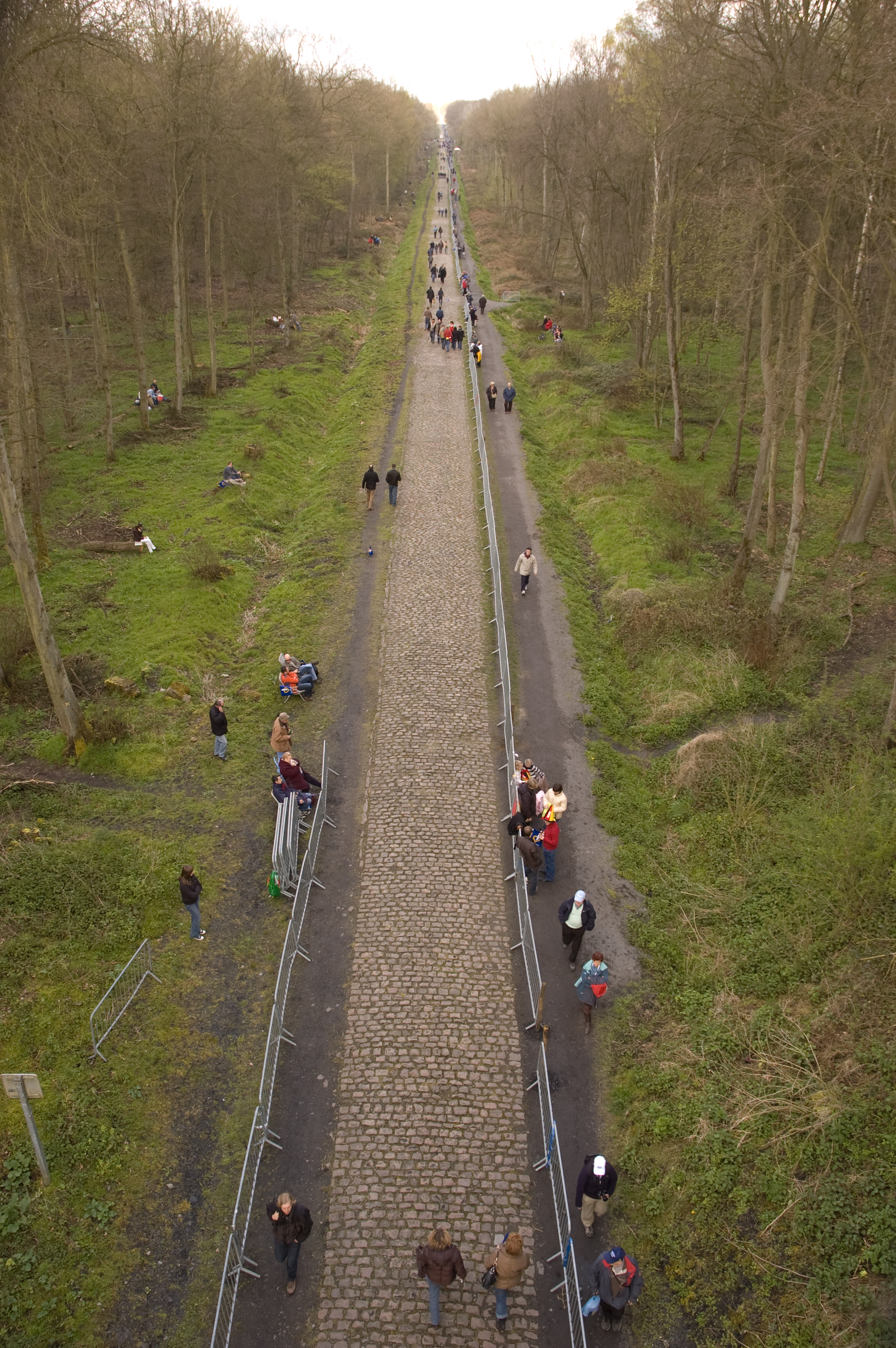
La trouée d'Arenberg

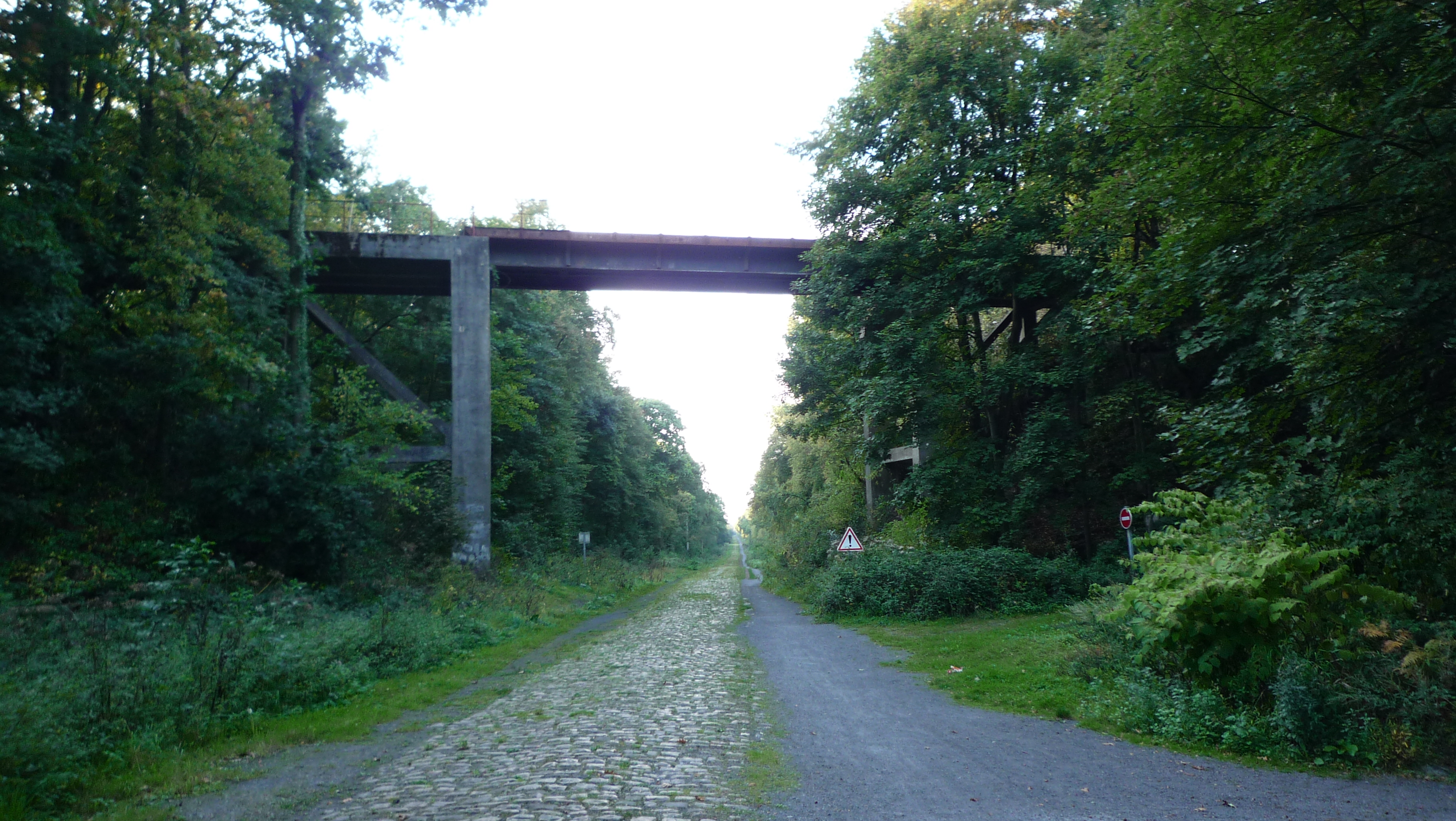
Le pont minier de la Fosse Arenberg passe au-dessus de la trouée d'Arenberg. Les trains, chargés de schistes à destination du terril, l'ont emprunté de 1954 à 1989.

- Longueur : 2 300 m
- Difficulté : 5 étoiles
- Secteur n° 19 (avant l'arrivée)

## Description
La trouée d'Arenberg est le secteur le plus difficile de la course. Son approche se fait par une ligne droite de 600 m le long de la zone minière de Wallers-Arenberg, qui a servi de lieu de tournage au film Germinal. Un rétrécissement est présent à l'entrée du secteur avant une première partie en faux plat descendant. Pour ces deux raisons, le peloton arrive généralement lancé à près de 60 km/h dans la trouée. L'autre particularité de ce secteur pavé réside dans la morphologie de ses pavés, disjoints et non alignés, ce qui ne laisse aucune trajectoire idéale sur les 2 400 m que mesure la trouée. Les conditions y sont aussi souvent plus humides que sur le reste de la course, du fait de l'environnement forestier.
La situation dans la course, à moins d'une centaine de kilomètres du vélodrome de Roubaix, en fait le point stratégique de l'épreuve. Si la trouée d'Arenberg est moins décisive pour la victoire que d'autres secteurs, tels le Carrefour de l'Arbre, c'est souvent là que se crée la première sélection entre les favoris.

## Historique
En 1967, la direction de Paris-Roubaix s'inquiète de voir progressivement disparaître les secteurs pavés qui font la spécificité de la course. Jacques Goddet demande donc à Albert Bouvet de dénicher de nouveaux secteurs. C'est Jean Stablinski et Édouard Delberghe qui proposeront à Bouvet d'ajouter la trouée d'Arenberg au parcours de la course, ce qui sera fait dès l'année suivante. Le premier nommé connaissait ce tronçon pavé pour avoir travaillé dans les galeries des mines d'Arenberg durant sa jeunesse, ce qui lui faisait dire qu'il était « le seul coureur à être passé dessus et dessous ».
Par sa difficulté et sa situation dans la course, la trouée d'Arenberg devient rapidement un secteur clé de la course et extrêmement populaire chez les spectateurs qui sont des milliers à se masser sur ses 2 400 mètres de longueur. Dans les années 1990, le comportement des spectateurs qui s'écartent au dernier moment, comme lors de l'ascension d'un col du Tour de France, devient problématique. Un serpentin est installé de chaque côté de la route mais ne résout guère le problème, les attardés n'hésitant pas à passer sur le sentier derrière les spectateurs pour éviter les pavés.
En 1998, une chute massive intervient à l'avant du peloton lors de la traversée de la trouée d'Arenberg. Le vainqueur de 1996 et principal favori, Johan Museeuw abandonne victime d'une fracture ouverte de la rotule. Une polémique naît alors quant à l'avenir de la trouée dans Paris-Roubaix. Depuis cette date, le retrait de la trouée d'Arenberg est une question quasi-annuelle. En 2001, c'est le coureur français Philippe Gaumont qui chute sérieusement sur les pavés rendus glissants par la pluie.
En 2005, la tranchée d'Arenberg est retirée du parcours à la suite des effondrements souterrains qui ont abîmé la surface pavée. Restauré, le célèbre secteur est réintroduit en 2006 dans sa configuration actuelle. Des barrières sont disposées sur la droite de la route pour contenir le public, tandis que le sentier de gauche est labouré quelques jours avant la course pour le rendre impraticable. En 2012, des travaux ont été entrepris pour nettoyer la trouée de l'herbe qui y avait abondamment poussé. Depuis 2023, un troupeau de chèvres est utilisé pour le désherbage quelques jours avant le passage des coureurs .
Le 7 avril 2008, une stèle est inaugurée à l'entrée de la tranchée d'Arenberg en hommage à Jean Stablinski, son « découvreur ». Cette stèle est réalisée en pierre de Soignies et élaborée par le sculpteur Michel Karpovitch.
En 2024, dans un contexte marqué par des chutes ayant vu des grands noms du peloton international gravement blessés à la suite de chutes massives, le syndicat de coureurs Cyclistes professionnels associés réclame une chicane précédant l'entrée de la trouée, de manière à réduire la vitesse des coureurs et la dangerosité des potentielles chutes. L'organisation et les autorités locales accèdent à cette demande quelques jours avant la course.